# Академия Витти
Академия Витти (фр. Académie Vitti) — французская частная академия художеств в Париже в районе Notre-Dame-des-Champs, существовавшая с 1894 по 1914 годы.

## История
Академия была основана в 1894 году Чезаре Витти и его женой Марией (урожденная Каира (Caira), 1872—1949). В академии обучались как мужчины, так и женщины, изучая живопись и ваяние. Студенты были из разных стран, в том числе большое количество из США и Латинской Америки. Сама Мария и две её сестры — Анна (1879—1916) и Гиацинта (1882—1947) — позировали для студентов. С началом Первой мировой войны Чезаре и Мария закрыли академию и переехали жить в Италию.
В августе 2013 года в итальянском городе Атина открылся небольшой музей Casa Museo Académie Vitti, рассказывающий об истории академии Витти и трёх сестёр, работавших в ней. В музее имеются фотографии тех времён, открытки и рисунки студентов академии.
Интересно, что кузина сестёр Каира — Кармен Росси в 1898 году тоже открыла, совместно с художником Уистлером, академию, которая называлась Академия Кармен.

## Известные преподаватели
| - Англада Камараса, Эрменехильдо - Анкетен, Луи - Бланш, Жак-Эмиль - Бланшар, Мария - Бознанская, Ольга - Гоген, Поль | - Донген, Кес ван - Дюмон, Фрэнк - Жерве, Поль - Макмоннис, Фридерик Уильям - Мерсон, Люк-Оливье - Шарпантье, Александр |

## Известные выпускники
Обучавшиеся в Академии Витти